# Beo (Dóride)
Beo, Beón o Boyón (en griego, Βοιόν) es el nombre de una antigua ciudad griega de Dóride.
Se trata de una de las cuatro ciudades fundadas por los dorios, junto con Pindo, Citinio y Eríneo, en una zona situada en medio de la Lócride Ozolia. Según Andrón de Halicarnaso, los fundadores de estas ciudades eran procedentes de una zona que se llamaba también Dóride, en Tesalia, y que se denominaba también Hestieótide.
Es citada por Tucídides en el marco de la primera guerra del Peloponeso: hacia el año 458 o 457 a. C., los focenses atacaron las ciudades de Beo, Eríneo y Citinio de Dóride. Los lacedemonios acudieron en su defensa, con tropas comandadas por Nicomedes y obligaron a los focenses a retirarse.